# Ed Rotberg
Ed Rotberg, vero nome Edward Rotberg, soprannominato Gonzo (21 giugno 1951), è un autore di videogiochi statunitense, noto soprattutto per aver sviluppato classici arcade dell'Atari come Battlezone, Blasteroids e S.T.U.N. Runner.

## Biografia
Dopo una laurea di primo livello in chimica, Rotberg passò a studiare informatica all'Università del Michigan, poi lavorò sui sistemi operativi prima alla Texas Instruments e poi alla Rockwell International, infine fu impiegato nel settore farmaceutico alla Searle. Nel laboratorio farmaceutico utilizzava comunque i microcomputer e nel tempo libero creava videogiochi per diletto. Nel 1978 venne a sapere che l'Atari cercava programmatori e decise di inviarle il proprio curriculum vitae, quasi per gioco, e fu assunto dall'azienda nel gennaio 1979.
Rotberg sostiene che entrò in un gruppo di sviluppatori talentuosi, in un'atmosfera creativa e divertente che non ritrovò più nell'industria videoludica più recente. Pur avendo lavorato con molte aziende, l'Atari rimase sempre un punto di riferimento per lui.
Il primo progetto videoludico a cui lavorò consisteva nel riutilizzare l'hardware dell'arcade di successo Atari Football, caratterizzato da un controllo a trackball, per sviluppare un analogo videogioco di baseball. Progettò e programmò Atari Baseball (1979), mentre come ingegnere hardware è accreditato John Ray.
Idearono anche un sistema con un prototipo di chip audio impiantato in una EPROM, che poteva pronunciare quattro frasi campionate e che avrebbe potuto rendere Atari Baseball il primo videogioco parlante della storia. Tuttavia non venne utilizzato nel prodotto finale, per via sia del costo, sia della necessità di espandere la scheda originale.
Per il successivo progetto fu utile uno dei corsi che Rotberg aveva seguito all'università, quello di computer grafica tenuto da Jim Blinn, dove aveva appreso nozioni di 3D. Quando Atari si dotò di schermi vettoriali ci fu la possibilità di realizzare videogiochi in 3D in modo molto efficace per l'epoca.
Vennero stabilite due squadre di sviluppo, una con Rotberg per realizzare il simulatore di carri armati Future Tank, poi rinominato Battlezone, e una per il simulatore di volo Red Baron. Grazie all'approccio organizzativo metodico di Rotberg, il progetto di Battlezone arrivò a compimento prima. Lui comunque sostiene che fece orari di lavoro estenuanti, arrivando anche a 18 ore al giorno, senza nemmeno ricevere compensi bonus. Sebbene Rotberg riconosca che il primo arcade con vera grafica 3D sia Tail Gunner, Battlezone rappresentò una pietra miliare introducendo più dettaglio e la possibilità di spostarsi nell'ambiente tridimensionale.
Battlezone attirò anche l'attenzione di un gruppo di consulenti militari, che chiese all'Atari di produrne una variante da usare come simulatore da addestramento per il veicolo da combattimento della fanteria Bradley. Rotberg non era affatto favorevole a questa strumentalizzazione, ma l'Atari gli diede l'incarico e lui accettò malvolentieri di curare lo sviluppo del simulatore, a condizione che l'eventualità non si ripetesse più. Fu prodotto The Bradley Trainer, introducendo nel gioco vari armamenti realistici, un visore con possibilità di ingrandimento, e veicoli alleati da non colpire.
Rotberg lasciò l'Atari a ottobre 1981, dopo aver lavorato parzialmente al progetto di Warp Speed, che riutilizza la barra di comando di Bradley Trainer. In seguito il progetto andò avanti senza di lui e fu convertito in Star Wars.
Rotberg lasciò l'azienda per fondare Videa, uno dei primi gruppi di sviluppatori indipendenti, insieme ai colleghi Howie Delman e Roger Hector, dopo aver visto il successo commerciale ottenuto da Activision e Imagic.
Videa stipulò un contratto con la Gottlieb per sviluppare Gridlee, un arcade con ambientazione 3D ma realizzato con hardware per 2D, rimasto allo stadio di prototipo. Videa sviluppò due giochi per Atari 2600, Lasercade e Meltdown, anche questi non pubblicati, probabili vittime della crisi dei videogiochi del 1983.
La sfortunata Videa fu acquisita dalla Sente, la nuova azienda di arcade di Nolan Bushnell. Preso conoscenza con il sistema operativo della Sente, gli sviluppatori acquisiti prospettarono a Bushnell di produrre almeno sei giochi a trimestre. L'obiettivo era troppo stringente e Rotberg ammette che alcuni titoli come Goalie Ghost furono mediocri. In compenso Rotberg collaborò anche a buoni prodotti come Hat Trick e Snake Pit.
A ogni modo Rotberg non era soddisfatto del suo ruolo maggiormente amministrativo e gli mancava la tradizionale programmazione. Nel 1987 lasciò la Sente e riprese a lavorare all'Atari, dove fu assegnato a un arcade della serie di Asteroids, il notevole Blasteroids.
Questo titolo riuscì a innovare senza tradire lo spirito dell'originale. Rotberg racconta che per realizzare asteroidi graficamente realistici la sua squadra si procurò alcune rocce laviche da camino, le montò con un motore controllato dal computer per farle ruotare su tre assi, le riprese con la telecamera e le digitalizzò. Anche le navicelle furono realizzate a partire da modellini, creati da Bill George.
Nel 1989 uscì un altro successo di Rotberg, S.T.U.N. Runner, gioco di corse fantascientifico dal ritmo frenetico e dal cabinato molto grande.
In seguito lavorò insieme al suo amico Ed Logg a Steel Talons. Poi Rotberg ebbe un'idea ambiziosa per una comunità virtuale di giocatori, ma per le vicissitudini aziendali non poté svilupparla, venendo invece assegnato a un ruolo tencico secondario per Guardians of the 'Hood. Finì poi per lasciare nuovamente l'Atari.
Rotberg lavorò per un periodo alla Apple e poi fu assunto alla The 3DO Company, dove rispondeva direttamente a Trip Hawkins. Per la console 3DO guidò la squadra di sviluppo di Station Invasion, dove i protagonisti prendono il controllo di un canale TV. Sviluppato con solo 8 mesi di tempo a disposizione, era un titolo con molti filmati e poca sostanza.
Rotberg fu incaricato anche di produrre un titolo di lancio per la nuova Panasonic M2, World Championship Racing. Ci lavorò per ben due anni e la sua squadra riuscì a ottenere animazioni a 30 fotogrammi al secondo, molto buono per l'epoca. Il progetto era promettente, ma fu annullato così come la stessa M2, e in seguito Rotberg lasciò la 3DO.
Tra il 1997 e il 2008 lavorò per le aziende Silicon Entertainment, THQ, Digital Eclipse, Nokia, WePlayTV.com.
Nel 2000 cofondò con Rich Adam la Mine Shaft Entertainment LLC, dove lavorò alla conversione in arcade di Blazing Angels e a Pro Series Golf per N-Gage.
Nel 2012 entrò a far parte della Innovative Leisure fondata da Seamus Blackley, dedicata ai dispositivi mobili, formata da un gruppo di noti sviluppatori storici, quasi tutti ex autori di arcade per l'Atari come Rotberg. Tuttavia, nonostante ci fosse un accordo di pubblicazione con la THQ, non sono noti risultati concreti della Innovative Leisure. Rotberg si dichiara in pensione dal 2015.

## Videogiochi
Elenco di titoli nei quali Rotberg ha un ruolo diretto nello sviluppo. Sono arcade dove non diversamente specificato.
- Atari Baseball (1979), design e programmazione
- Battlezone (1980), programmazione
- Blasteroids (1988), design
- Blazing Angels (2007), ruolo sconosciuto
- The Bradley Trainer (1981), programmazione
- Firebeast (1983, non pubblicato), design e programmazione
- Goalie Ghost (1984), codesign e coprogrammazione
- Gridlee (1983, non pubblicato), programmazione
- Guardians of the 'Hood (1992), coprogrammazione
- Hard Drivin' (1989), coprogrammazione aggiuntiva
- Hat Trick (1984), supporto
- High Heat Baseball 2002 (2001) per varie, ruolo sconosciuto[15]
- Killing Time (1995) per 3DO, cosupporto tecnico
- MX Superfly (2002) per console, ruolo sconosciuto[15]
- Name That Tune (1986), programmazione
- NASCAR Silicon Motor Speedway (2000 circa), ruolo sconosciuto[11]
- Pro Series Golf (2008) per N-Gage, ruolo sconosciuto
- Race Drivin' (1990), coprogrammazione aggiuntiva
- Rampart (1991), cosupporto software
- S.T.U.N. Runner (1989), design
- Sente Mini-Golf (1985), cosupporto tecnico
- Shuuz (1990), codesign e coprogrammazione
- Snake Pit (1984), cosupporto
- Spiker (1986), cosupporto tecnico
- Station Invasion (1994) per 3DO, direttore
- Steel Talons (1991), coprogrammazione
- World Championship Racing (1997, non pubblicato) per Panasonic M2, ruolo sconosciuto
- WWE Crush Hour (2003) per console, ruolo sconosciuto[15]